# The Code
A The Code (magyarul: A kód) a svájci Nemo dala, mellyel Svájcot képviselve megnyerte a 2024-es Eurovíziós Dalfesztivált Malmőben. A dal belső kiválasztás során nyerte el a dalversenyen való indulás jogát.

## Eurovíziós Dalfesztivál
2024. február 29-én az SRG SSR bejelentette, hogy az énekes képviseli Svájcot az Eurovíziós Dalfesztiválon. A dalt a videoklippel együtt ugyanezen a napon mutatták be a YouTubeon, az Eurovíziós Dalfesztivál hivatalos csatornáján.
A dalt először a május 9-én rendezendő második elődöntőben fellépési sorrendben negyedikként adták elő, a Görögországot képviselő Marina Satti Zari című dala után és a Csehországot képviselő Aiko Pedestal című dala előtt. Az elődöntőből negyedik helyezettként továbbjutott a május 11-i döntőbe, ahol fellépési sorrendben huszonegyedikként lépett fel, a Ciprust képviselő Silia Kapsis Liar című dala után és a Szlovéniát képviselő Raiven Veronika című dala előtt.
A zsűri szavazáson az első helyen végezett 365 ponttal (Albániától, Ausztriától, Azerbajdzsántól, Dániától, Észtországtól, Finnországtól, Grúziától, Görögországtól, Hollandiától, Írországtól, Lengyelországtól, Lettországtól, Litvániától, Luxemburgtól, Máltától, Norvégiától, Olaszországtól, Portugáliától, San Marinótól, Spanyolországtól, Svédországtól, Ukrajnától maximális pontot kapott), míg a nézői szavazáson az ötödik helyen végzett 226 ponttal (Ukrajnától maximális pontot kapott), így összesítésben 591 ponttal megnyerte a versenyt és megszerezte Svájc harmadik eurovíziós győzelmét, egyben az ország a 2025-ös Eurovíziós Dalfesztivál rendezési jogát is elnyerte.
A következő svájci induló Zoë Më Voyage című dala volt a 2025-ös Eurovíziós Dalfesztiválon.
A következő győztes az Ausztriát képviselő JJ Wasted Love című dala volt.

### Kapott pontok
| Pont | Ország              |
| ---- | ------------------- |
| 12   | San Marino          |
| 8    | Ausztria            |
| 8    | Csehország          |
| 8    | Franciaország       |
| 8    | Hollandia           |
| 8    | Málta               |
| 8    | Olaszország         |
| 7    | Belgium             |
| 7    | Észtország          |
| 7    | Görögország         |
| 7    | Lettország          |
| 7    | Norvégia            |
| 7    | Örményország        |
| 6    | Dánia               |
| 6    | A Világ többi része |
| 5    | Albánia             |
| 5    | Grúzia              |
| 4    | Izrael              |
| 4    | Spanyolország       |
| 132  | Összesen            |

| Pont | Ország             |
| ---- | ------------------ |
| 12   | Albánia            |
| 12   | Ausztria           |
| 12   | Azerbajdzsán       |
| 12   | Dánia              |
| 12   | Észtország         |
| 12   | Finnország         |
| 12   | Grúzia             |
| 12   | Görögország        |
| 12   | Hollandia          |
| 12   | Írország           |
| 12   | Lengyelország      |
| 12   | Lettország         |
| 12   | Litvánia           |
| 12   | Luxemburg          |
| 12   | Málta              |
| 12   | Norvégia           |
| 12   | Olaszország        |
| 12   | Portugália         |
| 12   | San Marino         |
| 12   | Spanyolország      |
| 12   | Svédország         |
| 12   | Ukrajna            |
| 10   | Ausztrália         |
| 10   | Belgium            |
| 10   | Egyesült Királyság |
| 10   | Csehország         |
| 10   | Szerbia            |
| 10   | Szlovénia          |
| 7    | Moldova            |
| 7    | Örményország       |
| 6    | Ciprus             |
| 6    | Izland             |
| 5    | Franciaország      |
| 5    | Izrael             |
| 5    | Németország        |
| 365  | Összesen           |

| Pont | Ország              |
| ---- | ------------------- |
| 12   | Ukrajna             |
| 10   | Azerbajdzsán        |
| 8    | Ausztria            |
| 8    | Finnország          |
| 8    | Görögország         |
| 8    | Litvánia            |
| 8    | Lengyelország       |
| 8    | Örményország        |
| 7    | Ausztria            |
| 7    | Csehország          |
| 7    | Észtország          |
| 7    | Grúzia              |
| 7    | Hollandia           |
| 7    | Németország         |
| 7    | Olaszország         |
| 7    | Svédország          |
| 6    | Belgium             |
| 6    | Ciprus              |
| 6    | Franciaország       |
| 6    | Írország            |
| 6    | Izland              |
| 6    | Málta               |
| 6    | Norvégia            |
| 6    | Portugália          |
| 6    | Szerbia             |
| 6    | Spanyolország       |
| 6    | A Világ többi része |
| 5    | Dánia               |
| 5    | Egyesült Királyság  |
| 5    | Moldova             |
| 5    | San Marino          |
| 4    | Lettország          |
| 4    | Szlovénia           |
| 3    | Albánia             |
| 2    | Luxemburg           |
| 1    | Horvátország        |
| 226  | Összesen            |

## Díjak
A Zeneszerzői díj és Művészeti díj kategóriában megnyerte a Marcel Bezençon-díjat.

## Dalszöveg
| I, I went to Hell and back To find myself on track I broke the code, whoa-oh-oh Like ammonites I just gave it some time Now I found paradise I broke the code, whoa-oh-oh – A dal refrénje angolul | Én, Én megjártam a poklot, Hogy magamra találjak az ösvényen Feltörtem a kódot, whoa-oh-oh Akár az ammoniteszek Csak egy kis idő kellett És rátaláltam a paradicsomra Feltörtem a kódot, whoa-oh-oh – A dal refrénje magyarul |

## Galéria

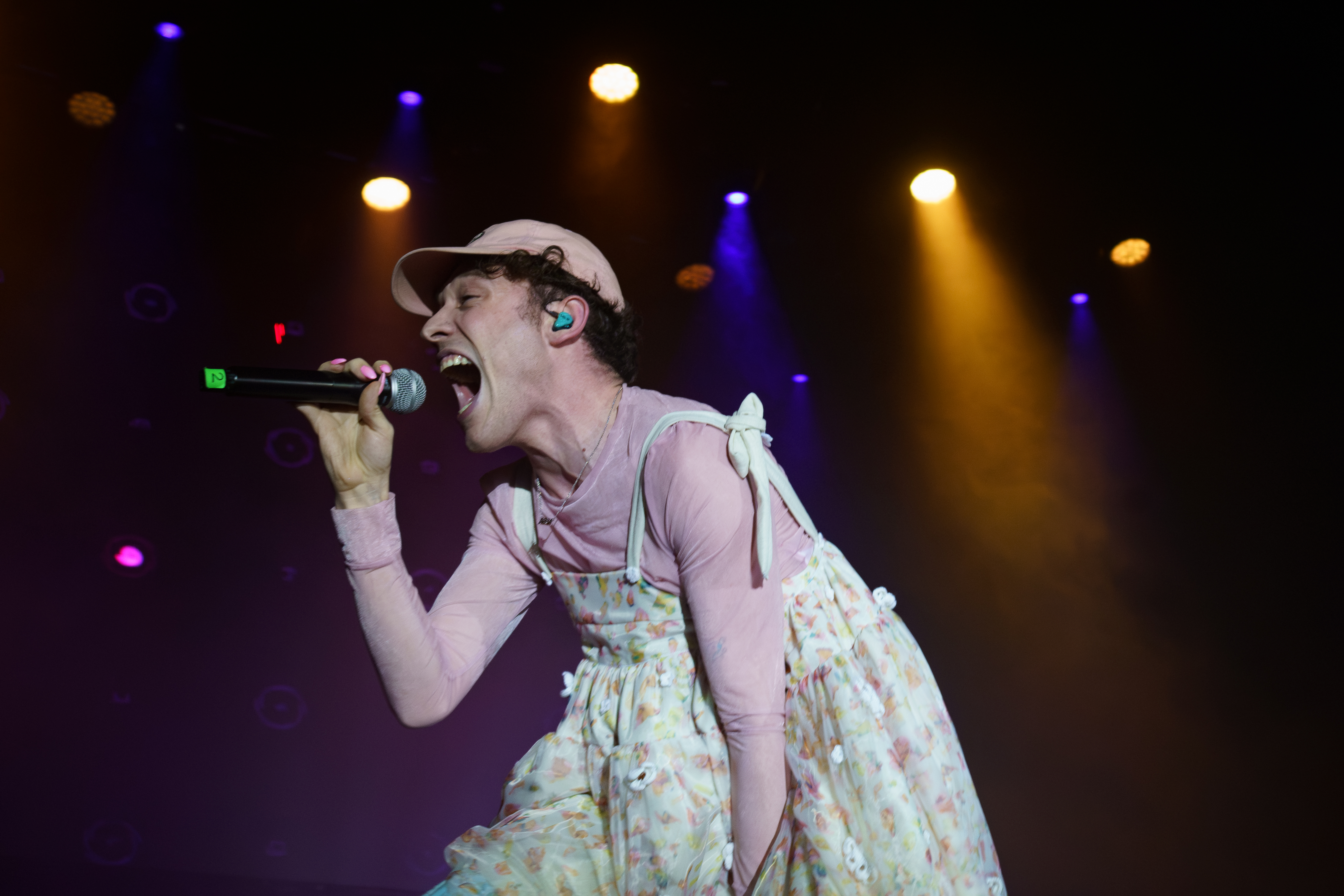
A madridi Eurovíziós partin
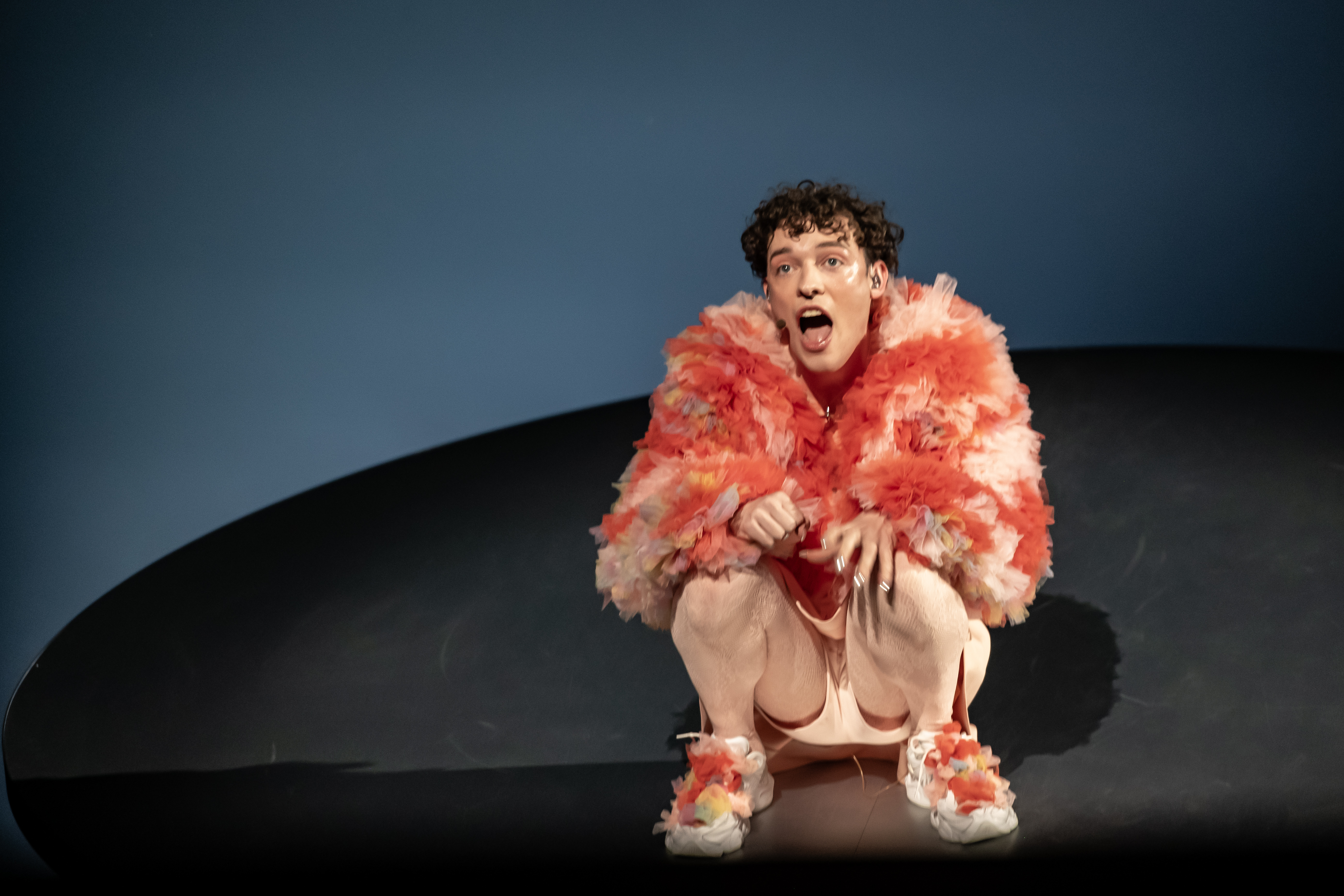
Az elődöntőben
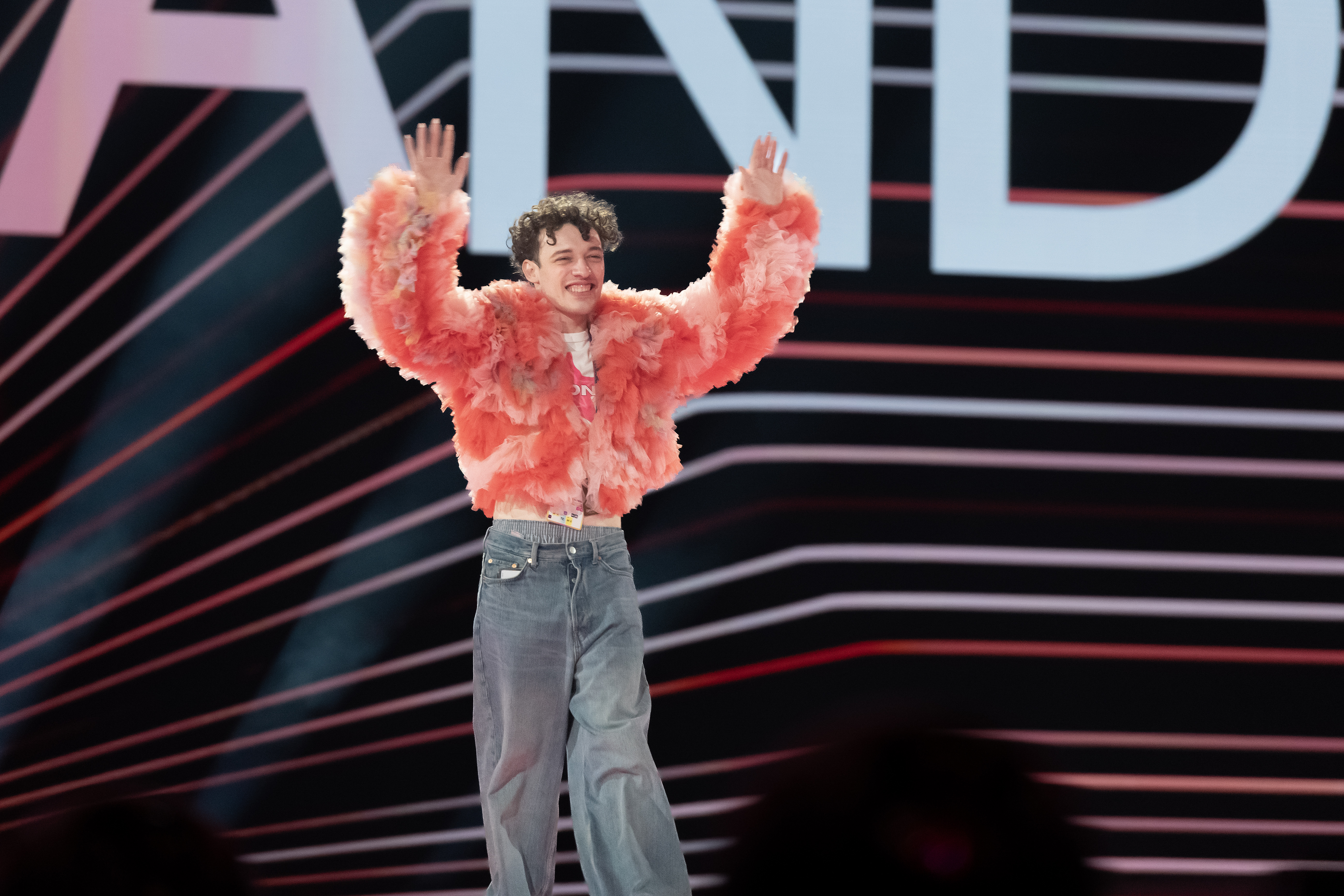
A döntő bevonulásán
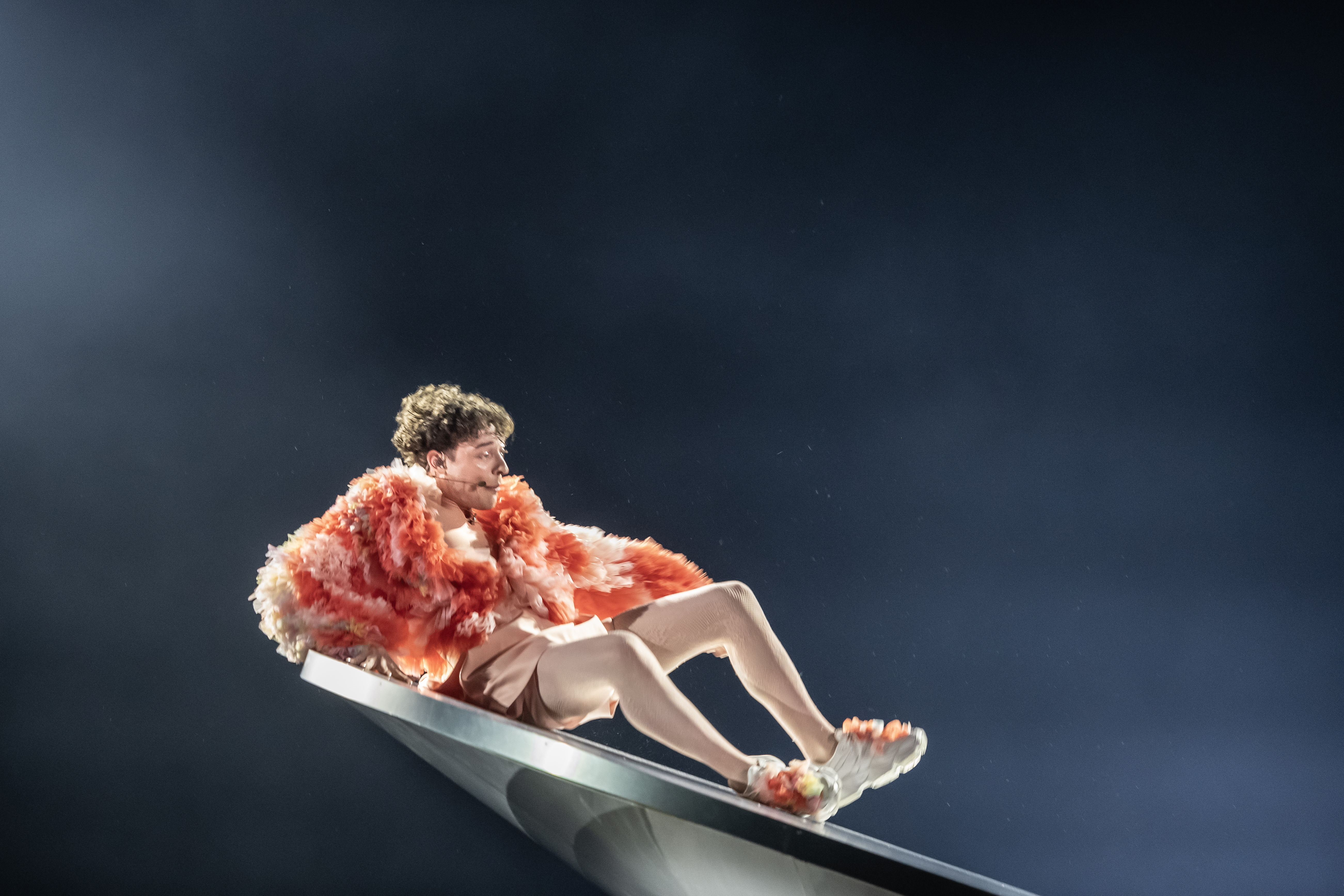
A döntőben
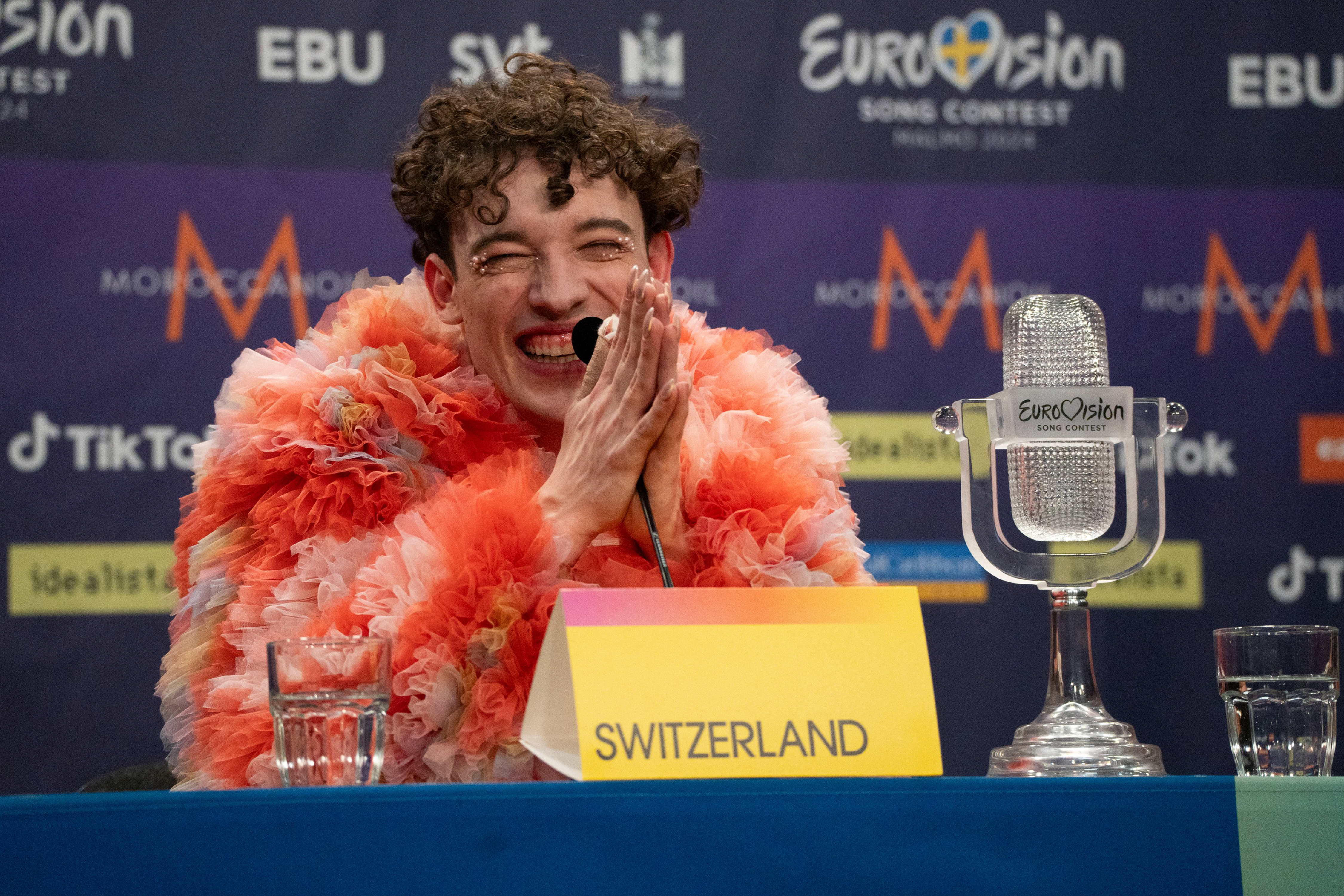
A döntő utáni sajtótájékoztatón